# Dufourea deserticola
Dufourea deserticola is een vliesvleugelig insect uit de familie Halictidae. De wetenschappelijke naam van de soort is voor het eerst geldig gepubliceerd in 1957 door Popov.